# Eleocharis stenocarpa
Eleocharis stenocarpa är en halvgräsart som beskrevs av Henry Knute Knut Svenson. Eleocharis stenocarpa ingår i släktet småsäv, och familjen halvgräs. Inga underarter finns listade i Catalogue of Life.